# Wir sind Helden

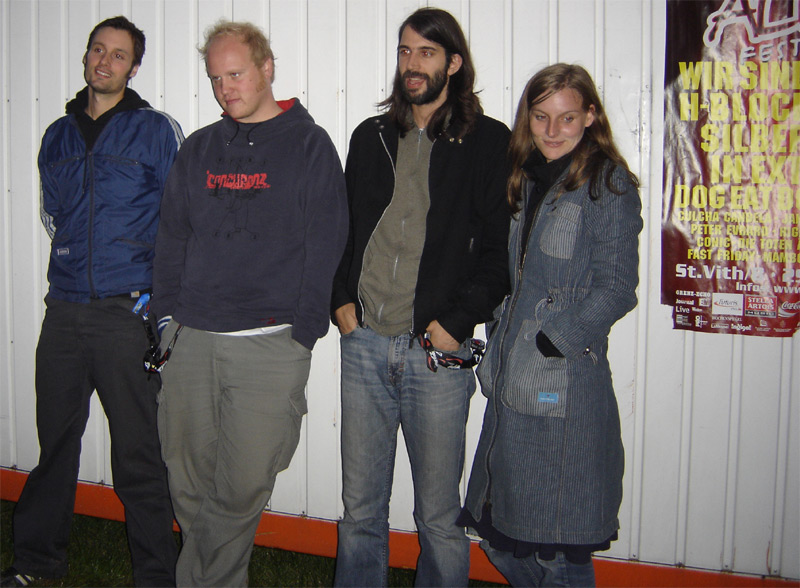
Учасники гурту

Wir sind Helden — німецький поп-роковий гурт. Заснований 2001 року. Лауреат ряду нагород ECHO. Учасники гурту — Юдіт Холофернес (вокал), Жан-Мишель Турет (гітара), Пол Рой (ударні), Марк Тавассол (бас). Юдіт Холофернес і Пол Рой — подружжя.
Студійні альбоми:
- Die Reklamation (2003)
- Von hier an blind (2005)
- Soundso (2007)